# 거커 미디어
거커 미디어(영어: Gawker Media)는 미국의 온라인 미디어 회사이자 블로그 네트워크이다. 닉 덴턴(Nick Denton)이 설립했고 현재 뉴욕에 위치해 있다. 가장 성공한 '블로그 지향적'인 회사로 여겨진다. 2012년 3월 기준, 8개의 사이트를 보유하고 있는 모회사이다. 거커 미디어의 모든 사이트는 크리에이티브 커먼즈 저작자 표시-비영리 라이선스로 배포된다.
2016년 6월 파산 신청을 했다.

## 운영 사이트
- 거커 (Gawker)
- 데드스핀 (Deadspin)
- 라이프해커 (Lifehacker)
- 기즈모도 (Gizmodo)
- 코타쿠 (Kotaku)
- 아이오나인 (io9)
- 젤로프니크 (Jalopnik)
- 이세벨 (Jezebel)